# Orquesta de Instrumentos Andinos
La Orquesta de Instrumentos Andinos (OIA) es una agrupación musical de Quito, conformada por 38 músicos ejecutantes de instrumentos tradicionales del área andina en formato de gran orquesta, organizada en secciones instrumentales de cuerdas, viento y percusión.
Actualmente la OIA forma parte de la Fundación Teatro Nacional Sucre, organización que abarca varios ensambles de carácter artístico en el Distrito Metropolitano de Quito.

## Inicios
La Orquesta de Instrumentos Andinos (OIA) es una agrupación creada en 1990 como un proyecto cultural patrocinado por la Alcaldía del Municipio de Quito, durante la administración de Rodrigo Paz. Como líder del proyecto se designó al maestro Patricio Mantilla Ortega, por su reconocida labor en la investigación de los géneros musicales tradicionales andinos ecuatorianos y latinoamericanos; este músico quiteño fue hasta abril de 2015 su director titular.
Este proyecto se realizó a partir de iniciativa de representantes de diversas agrupaciones musicales como los Sachas, Comarca, Sumac Chacra, Nuevo Amanecer, entre otros; con la participación de aproximadamente 80 músicos populares, quedando sus 38 miembros actuales entre fundadores y nuevos integrantes.

## Trayectoria
La Orquesta de Instrumentos Andinos  ha sido expuesta a nivel nacional e internacional como una muestra de la música ecuatoriana, latinoamericana y universal, que evidencia además la versatilidad de los instrumentos andinos. Este proyecto ha sido también una importante ventana para que nuevos compositores puedan exponer sus obras, así como para importantes compositores como Mesías Maiguashca, Diego Luzuriaga y Gabriela Lena Frank quienes han propuesto obras para ejecutarse con esta agrupación.
La OIA ha mostrado su trabajo en destinos como Colombia, Brasil, Perú, Costa Rica, Chile, Rusia, Alemania y México.